# Marie Howet
Marie-Françoise Céline Howet (* 24. März 1897 in Libramont-Chevigny; † 24. März 1984 in Rochehaut) war eine belgische Illustratorin und Malerin des Expressionismus.

## Leben
Marie-Françoise Céline Howet war eine Tochter des Kinderarztes Constant Howet und seiner Ehefrau Pauline Thiry. Sie studierte zunächst Musik an der École d'Arlon in Arlon. Doch schon bald zeigte sie mehr Interesse an der Malerei. In Begleitung der Mutter ging Howet 1912 nach Brüssel, um sich bei Constant Montald an der Académie royale des Beaux-Arts de Bruxelles weiterzubilden. 
In ihrem ersten Jahr erhielt sie zahlreiche Preise, aber nach Ausbruch des Ersten Weltkriegs flüchtete ihre Familie nach Frankreich. Im Jahre 1915 schrieb Howet sich in der École des Beaux-Arts in Paris ein. Damit gehörte sie zu den Frauen in der Kunst, die die gleiche Ausbildung genossen wie die Männer. 
Nach dem Krieg kehrte sie zurück nach Belgien und gründete in Rochehaut, in der Nähe von Bouillon, ihr erstes Atelier. Später zog sie nach Saint-Gilles um. Im Jahr 1922 gewann die erst 25-jährige Howet den Prix de Rome und damit ein mehrjähriges Künstler-Stipendium mit Aufenthalt in Rom. In den folgenden Jahren reiste sie oft ins Ausland, unter anderem nach Griechenland, in die Türkei, nach Frankreich und Italien.